# Касталіен-Спрінгс (Теннессі)
Касталіен-Спрінгс (англ. Castalian Springs) — переписна місцевість (CDP) в США, в окрузі Самнер штату Теннессі. Населення — 608 осіб (2020).

## Географія
Касталіен-Спрінгс розташований за координатами 36°24′4″ пн. ш. 86°18′24″ зх. д. / 36.40111° пн. ш. 86.30667° зх. д. (36.401198, -86.306778).  За даними Бюро перепису населення США в 2010 році переписна місцевість мала площу 15,07 км², уся площа — суходіл.

## Демографія
Згідно з переписом 2010 року, у переписній місцевості мешкало 556 осіб у 212 домогосподарствах у складі 160 родин. Густота населення становила 37 осіб/км².  Було 236 помешкань (16/км²).
Расовий склад населення:
| - 93,0 % — білих - 4,5 % — чорних або афроамериканців - 0,9 % — азіатів - 0,4 % — корінних американців |

До двох чи більше рас належало 0,5 %. Частка іспаномовних становила 1,3 % від усіх жителів.
За віковим діапазоном населення розподілялося таким чином: 23,0 % — особи молодші 18 років, 68,7 % — особи у віці 18—64 років, 8,3 % — особи у віці 65 років та старші. Медіана віку мешканця становила 40,3 року. На 100 осіб жіночої статі у переписній місцевості припадало 102,2 чоловіків;  на 100 жінок у віці від 18 років та старших — 92,8 чоловіків також старших 18 років.
Середній дохід на одне домашнє господарство  становив 105 272 долари США (медіана — 58 646), а середній дохід на одну сім'ю — 126 117 доларів (медіана — 94 167). За межею бідності перебувало 0,2 % осіб, у тому числі 0,0 % дітей у віці до 18 років та 4,9 % осіб у віці 65 років та старших.
Цивільне працевлаштоване населення становило 545 осіб. Основні галузі зайнятості: мистецтво, розваги та відпочинок — 29,9 %, будівництво — 22,8 %, роздрібна торгівля — 19,3 %.